# NGC 6368
NGC 6368 (другие обозначения — UGC 10856, MCG 2-44-4, ZWG 82.32, IRAS17248+1135, PGC 60315) — спиральная галактика (Sb) в созвездии Змееносец.
Этот объект входит в число перечисленных в оригинальной редакции «Нового общего каталога».